# Robert Biedroń
Robert Biedroń (ur. 13 kwietnia 1976 w Rymanowie) – polski polityk, samorządowiec, ekspert organizacji praw człowieka, działacz na rzecz praw osób LGBTQ+ i publicysta.
Inicjator i w latach 2001–2009 prezes Kampanii Przeciw Homofobii. Poseł na Sejm VII kadencji (2011–2014), pierwszy otwarcie deklarujący się gej w polskim parlamencie. W latach 2014–2018 prezydent Słupska. Od 2016 członek grupy doradczej do spraw równouprawnienia płci, przymusowych wysiedleń i ochrony przy Organizacji Narodów Zjednoczonych.
Założyciel i w latach 2019–2021 prezes partii Wiosna, jeden z liderów porozumienia Lewica (2019) i szef sztabu Lewicy w kampanii przed wyborami parlamentarnymi w 2019. Od 2019 deputowany do Parlamentu Europejskiego IX i X kadencji. Przewodniczący komisji Praw Kobiet i Równouprawnienia w Parlamencie Europejskim (jedyny Polak na stanowisku przewodniczącego komisji PE IX kadencji). Od 2021 współprzewodniczący Nowej Lewicy (która powstała z połączenia Wiosny i SLD). Kandydat na urząd prezydenta RP w pierwszych i drugich wyborach w 2020.

## Życiorys

### Młodość i wykształcenie

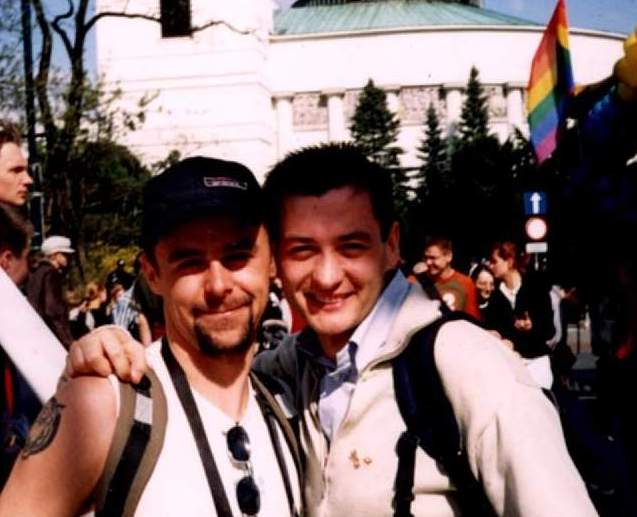
Krzysztof Nowak i Robert Biedroń na Paradzie Równości pod Sejmem RP w Warszawie, 2003

Urodził się 13 kwietnia 1976 w Rymanowie, a wychował w Krośnie. Jest synem Zdzisława (1954–2008) i Heleny. Ma dwóch młodszych braci i młodszą siostrę. Jego matka należała do Niezależnego Samorządnego Związku Zawodowego „Solidarność”, a ojciec do Polskiej Zjednoczonej Partii Robotniczej. Wychował się w rodzinie dotkniętej przemocą domową i chorobą alkoholową.
Jego rodzice zapisali go do technikum hotelarskiego w Ustrzykach Dolnych, ponieważ uczono tam trzech języków obcych (francuskiego, rosyjskiego i angielskiego), a Robert Biedroń wykazywał zainteresowanie językami obcymi. W 1991 wyjechał do Ustrzyk Dolnych i zamieszkał w internacie. W czasie swojego pobytu w tej miejscowości uświadomił sobie, że jest gejem. Jak wspominał, w szkole twierdzono, że orientacja homoseksualna jest zboczeniem, zaburzeniem i grzechem, na skutek czego przeżywał kryzys psychiczny i miał myśli samobójcze.
W 1995, w czasie pobytu w Berlinie, zapoznał się z działalnością organizacji LGBT Manometer. Wtedy postanowił zająć się działalnością społeczną na rzecz mniejszości LGBTQ. Technikum ukończył w następnym roku. Następnie rozpoczął studia politologiczne na Uniwersytecie Warmińsko-Mazurskim w Olsztynie. W czasie studiów był związany z olsztyńską grupą Stowarzyszenia Grup Lambda. W 1998 zapisał się do Socjaldemokracji Rzeczypospolitej Polskiej, przystąpił również do jej organizacji młodzieżowej. Po przekształceniach partyjnych został działaczem Sojuszu Lewicy Demokratycznej. W 2003 uzyskał tytuł zawodowy magistra nauk politycznych.
Podjął również studia doktorskie na Wydziale Nauk Politycznych Akademii Humanistycznej im. Aleksandra Gieysztora w Pułtusku, których nie ukończył. Został absolwentem Szkoły Liderów Politycznych i Społecznych oraz Szkoły Praw Człowieka przy Helsińskiej Fundacji Praw Człowieka. W czasie swojego pobytu w Ustrzykach Dolnych zdobył uprawnienia przewodnika górskiego. Deklaruje znajomość języków angielskiego, francuskiego, rosyjskiego i włoskiego oraz esperanto.

### Działalność społeczna i publicystyczna

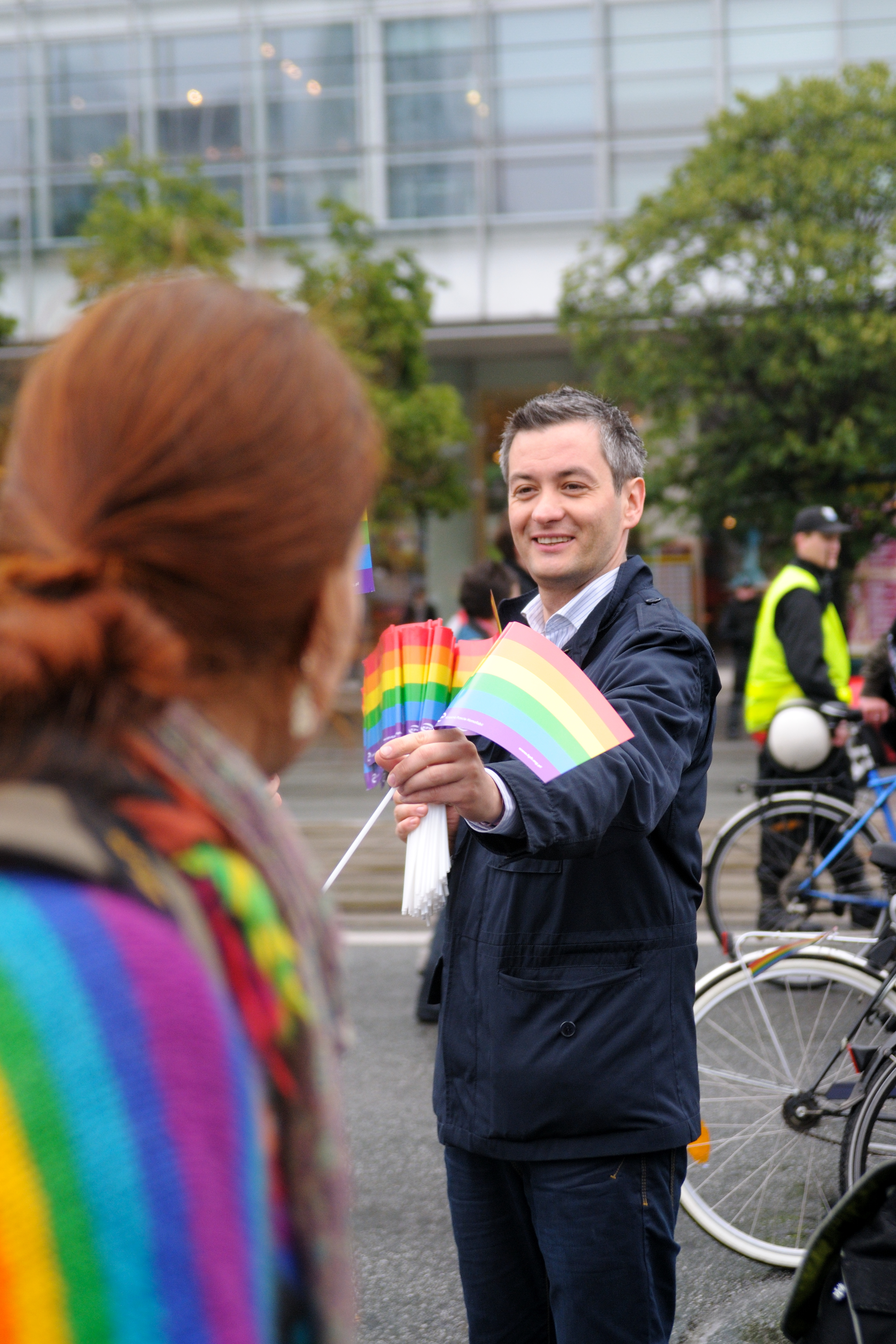
Robert Biedroń na Paradzie Równości w Warszawie, 2009

Przez wiele lat współpracował jako konsultant kilkunastu organizacji praw człowieka w Polsce i za granicą. Po ukończeniu studiów wyjechał na rok do Londynu, gdzie działał w organizacji OutRage!, działającej na rzecz praw osób LGBT.
1 maja 2001 wraz z Piotrem Ikonowiczem wziął udział w pierwszej w Polsce paradzie równości. Byli to jedyni aktywni politycy uczestniczący w tej paradzie. 11 września 2001 założył ogólnopolską organizację pozarządową o nazwie Kampania Przeciw Homofobii (KPH) i przez osiem lat pełnił funkcję jej prezesa. 9 lutego 2009 ogłosił swoją rezygnację ze stanowiska prezesa KPH, pozostając członkiem jej zarządu.
W 2007 wydał książkę popularnonaukową Tęczowy elementarz, poruszającą kwestie związane z LGBT. Wystąpił do Ministerstwa Edukacji Narodowej, by jego książkę zakwalifikować jako lekturę uzupełniającą w szkołach średnich, wzbudzając tą inicjatywą krytykę ze strony niektórych polityków.
Od 2009 był prezesem Instytutu Podkarpackiego, zrzeszenia powołanego dla rozwoju lokalnych organizacji pozarządowych. Współpracował jako konsultant różnych organizacji praw człowieka z Polski i zagranicy. Był fundatorem fundacji Instytut Myśli Demokratycznej. W ramach pracy w Instytucie Myśli Demokratycznej przewodzi programowi Scenariusze dla Polski – platformie, tworzącej diagnozę opisującą trendy rozwojowe Polski w kolejnych dwudziestu latach oraz rekomendacje polityk wykorzystujących potencjał i odpowiadających na wyzwania do roku 2040. Był pomysłodawcą programu Sieci Progresywnych – struktury zrzeszającej burmistrzów, wójtów i prezydentów miast pozwalającej na wymianę doświadczeń i wypracowywanie progresywnej polityki lokalnej, opartej na partycypacji mieszkańców, transparentności i otwartej wspólnocie samorządowej. W latach 2017–2018 prowadził otwarte debaty z obywatelami i obywatelkami na temat ich wizji Polski.
Był członkiem rady programowej Zielonego Instytutu, przewodniczącym rady Fundacji Trans-Fuzja, członkiem rady nadzorczej Fundacji Replika i członkiem rady Fundacji Równość. Był także ekspertem unijnym w sprawach antydyskryminacyjnych i członkiem Rady Programowo-Konsultacyjnej przy pełnomocniku rządu ds. równego statusu kobiet i mężczyzn oraz doradcą wicepremier Izabeli Jarugi-Nowackiej.
W latach 2008–2016 był członkiem Rady Doradczej Praw Człowieka przy Open Society Foundation. W 2015 roku został członkiem Kongresu Władz Lokalnych i Regionalnych Rady Europy. W 2016 roku został również członkiem grupy doradczej dotyczącej równouprawnienia płci, przymusowych wysiedleń i ochrony powołanej przez Wysokiego Komisarza Narodów Zjednoczonych.
Zajmuje się działalnością publicystyczną, jego teksty ukazują się m.in. w „Gazecie Wyborczej”, „Trybunie”, „Polityce”, „Rzeczpospolitej”, „NaTemat” i europejskim „Politico”. Prowadził też własne wydawnictwo AdPublik. Autor książki Włącz Demokrację – książki dla dzieci zachęcającej do zainteresowania demokracją i wspólnotą polityczną. Autor książki Pod Prąd, prezentującej jego życiorys i wizję uprawiania nowoczesnej i dojrzałej polityki. Autor książki Nowy Rozdział, przedstawiającej jego wizję polityki w Polsce.

### Działalność polityczna do 2014

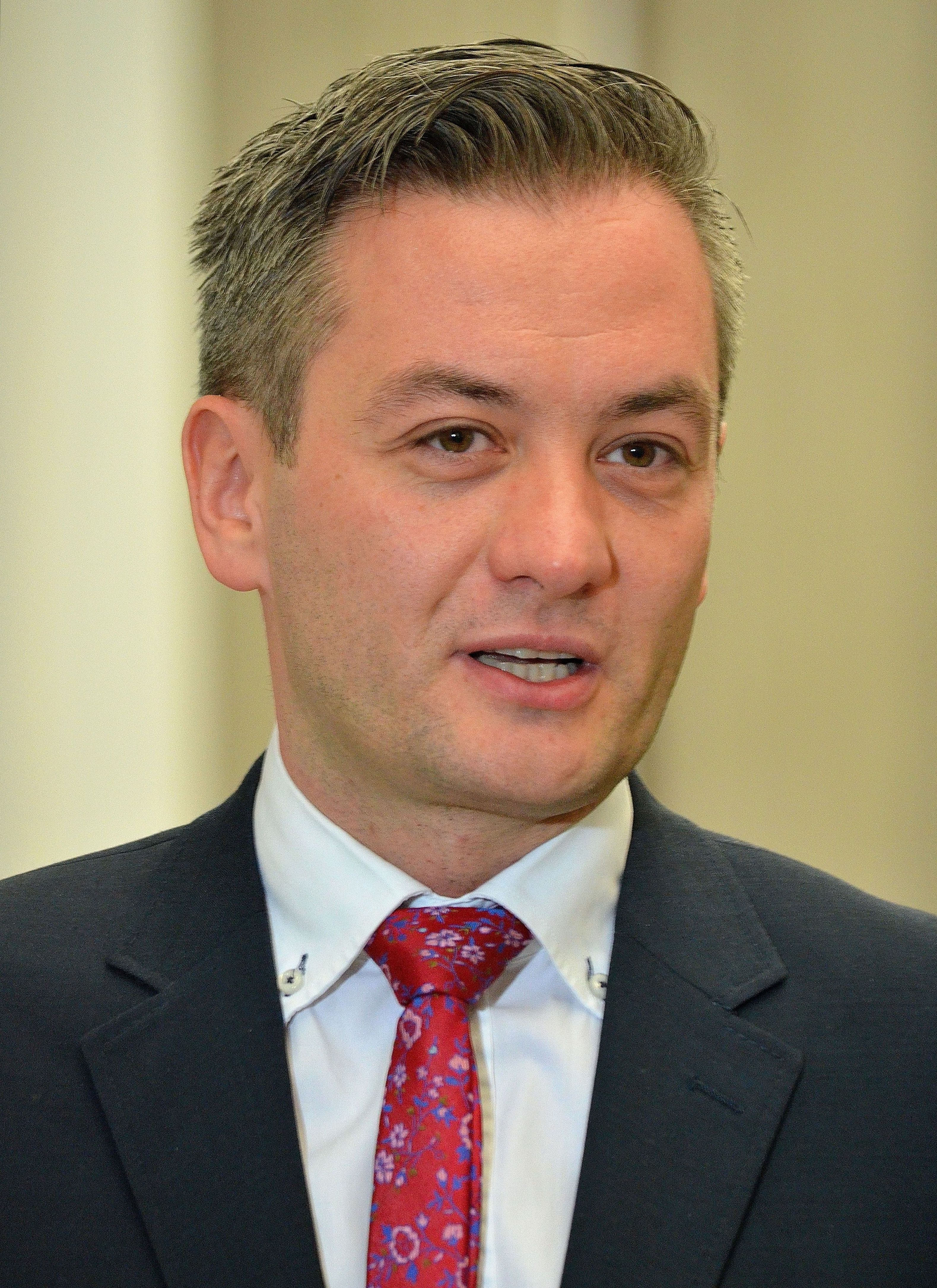
Biedroń na korytarzu sejmowym, 2014

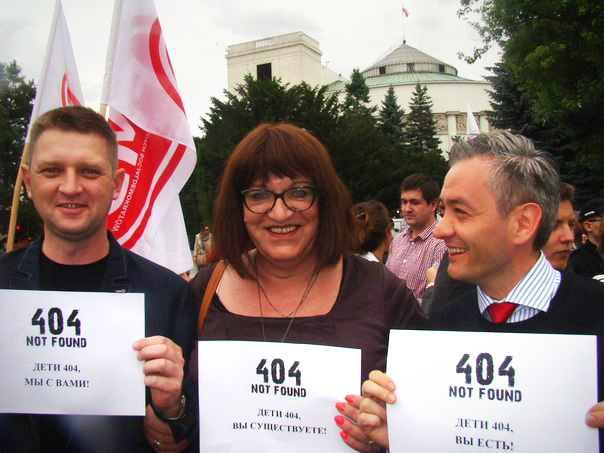
Andrzej Rozenek, Anna Grodzka i Robert Biedroń w czasie akcji Deti-404 wyrażającej wsparcie dla młodzieży LGBT w Rosji, 2013

W wyborach samorządowych w 2002 kandydował z listy SLD-UP do Rady Miasta Stołecznego Warszawy. Startował w okręgu nr 3 obejmującej dzielnicę Mokotów. Otrzymał w tych wyborach 451 głosów, nie uzyskując mandatu.
W 2005 był kandydatem do Sejmu Rzeczypospolitej Polskiej w wyborach parlamentarnych. Bez powodzenia startował wówczas z 4. miejsca listy Sojuszu Lewicy Demokratycznej w okręgu nr 19 w Warszawie. Otrzymał 1686 głosów (0,22% głosów ważnych w okręgu). W tym samym roku wystąpił z SLD, pozostając od tego czasu osobą bezpartyjną.
W 2011 zamierzał wystartować w wyborach parlamentarnych z ramienia Sojuszu Lewicy Demokratycznej, jednak zrezygnował w sierpniu tegoż roku, motywując to propozycją słabego miejsca na liście wyborczej mimo odmiennych wcześniejszych deklaracji. W tym samym miesiącu ogłoszono, że Robert Biedroń otworzy listę wyborczą powstałego krótko wcześniej Ruchu Palikota w okręgu wyborczym nr 26 w Gdyni. Otrzymał 16 919 głosów, co stanowiło 3,73% wszystkich głosów ważnych i 39,11% głosów oddanych na listę ugrupowania w Gdyni, uzyskując mandat poselski. Został tym samym pierwszą osobą wybraną do polskiego parlamentu, otwarcie deklarującą orientację homoseksualną. W Sejmie był wiceprzewodniczącym sejmowej Komisji Sprawiedliwości i Praw Człowieka oraz członkiem sejmowej Komisji Spraw Zagranicznych, a także delegatem Zgromadzenia Parlamentarnego Rady Europy (2013–2014).
W październiku 2013, w wyniku przekształcenia Ruchu Palikota, został posłem partii Twój Ruch. Jako poseł zgłosił ponad 100 interpelacji, dotyczących m.in. spraw osób LGBT, praw człowieka, równości kobiet i mężczyzn, polityki zagranicznej, a także ochrony zwierząt. Był wiceprzewodniczącym Komisji Sprawiedliwości i Praw Człowieka, jak też dwóch parlamentarnych zespołów, a także członkiem Komisji Spraw Zagranicznych. W trakcie kadencji miał blisko 140 wystąpień, wziął udział w 83% głosowań. Reprezentował Sejm w Zgromadzeniu Parlamentarnym Rady Europy i to się pokrywało z pracą w Sejmie. W 2014 został nagrodzony przez tygodnik „Polityka” na podstawie rankingu przeprowadzonego wśród polskich dziennikarzy parlamentarnych jako jeden z 10 najlepszych posłów, podkreślając pracowitość, kulturę i duży wkład w prace komisji sprawiedliwości. Jego mandat wygasł 8 grudnia 2014 w związku z wybraniem na funkcję prezydenta miasta Słupska.

### Prezydentura Słupska

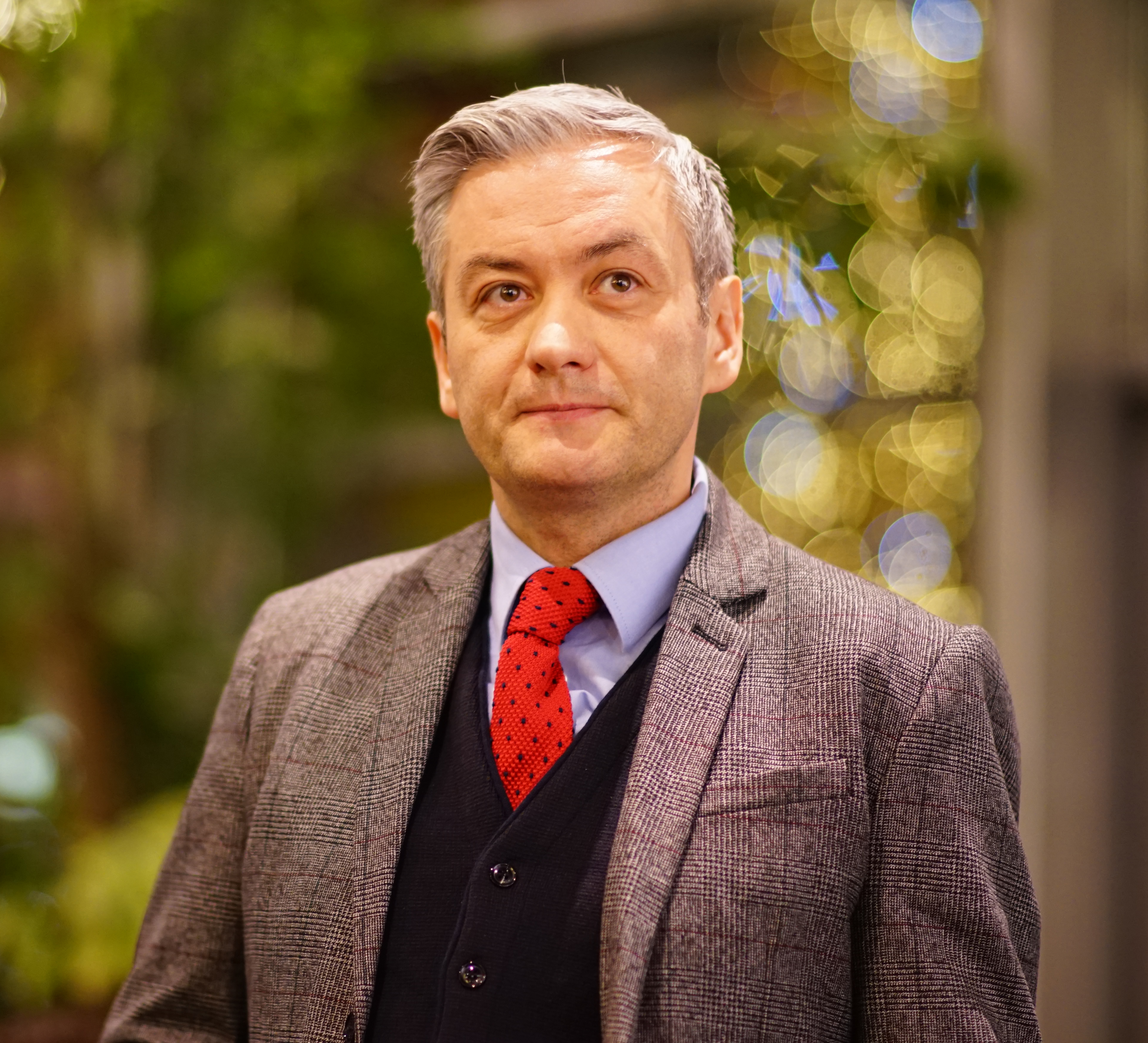
Robert Biedroń w 2018

Na początku września 2014 Robert Biedroń wyraził chęć kandydowania na prezydenta Słupska, gdy urzędujący wówczas prezydent Maciej Kobyliński ogłosił rezygnację z ubiegania się o kolejną kadencję. W trakcie kampanii zarzucano mu, że nie miał żadnych powiązań z miastem (przeprowadził się do niego w październiku 2014). Polityk określał ten stan jako swoją zaletę, wcześniej zarzucał dotychczasowemu prezydentowi m.in. nepotyzm i kumoterstwo. Wystartował ostatecznie jako kandydat niezależny z ramienia Komitetu Wyborczego Wyborców Roberta Biedronia „Nareszcie Zmiana”. Dwóch przedstawicieli tego komitetu uzyskało mandaty radnych. Jako największe problemy Słupska wskazywał zadłużenie, niskie nakłady na inwestycje, wydatki na oświatę i organizacje pozarządowe oraz małe pozyskiwanie środków unijnych. Deklarował zwiększenie rezerw budżetowych miasta i inwestycje w zieloną technologię, a także dokończenie budowy aquaparku Trzy Fale oraz odpartyjnienie miasta. Kandydował z hasłem wyborczym „Nareszcie zmiana”, zapowiadając zamiar sprawowania urzędu przez dwie kadencje. W I turze zagłosowało na niego 5972 osoby, co stanowiło 20,34% wszystkich głosów ważnych. Przeszedł do II tury z posłem PO Zbigniewem Konwińskim, który zdobył 29,09% głosów. W drugiej turze zdobył 15 308 głosów (57,08%), wygrywając tym samym wybory.
Po objęciu stanowiska na swoich zastępców powołał Krystynę Danilecką-Wojewódzką (pierwszą kobietę na tym stanowisku), długoletnią dyrektorkę liceum ogólnokształcącego i radną, a także radnego sejmiku pomorskiego z Platformy Obywatelskiej Marka Biernackiego.

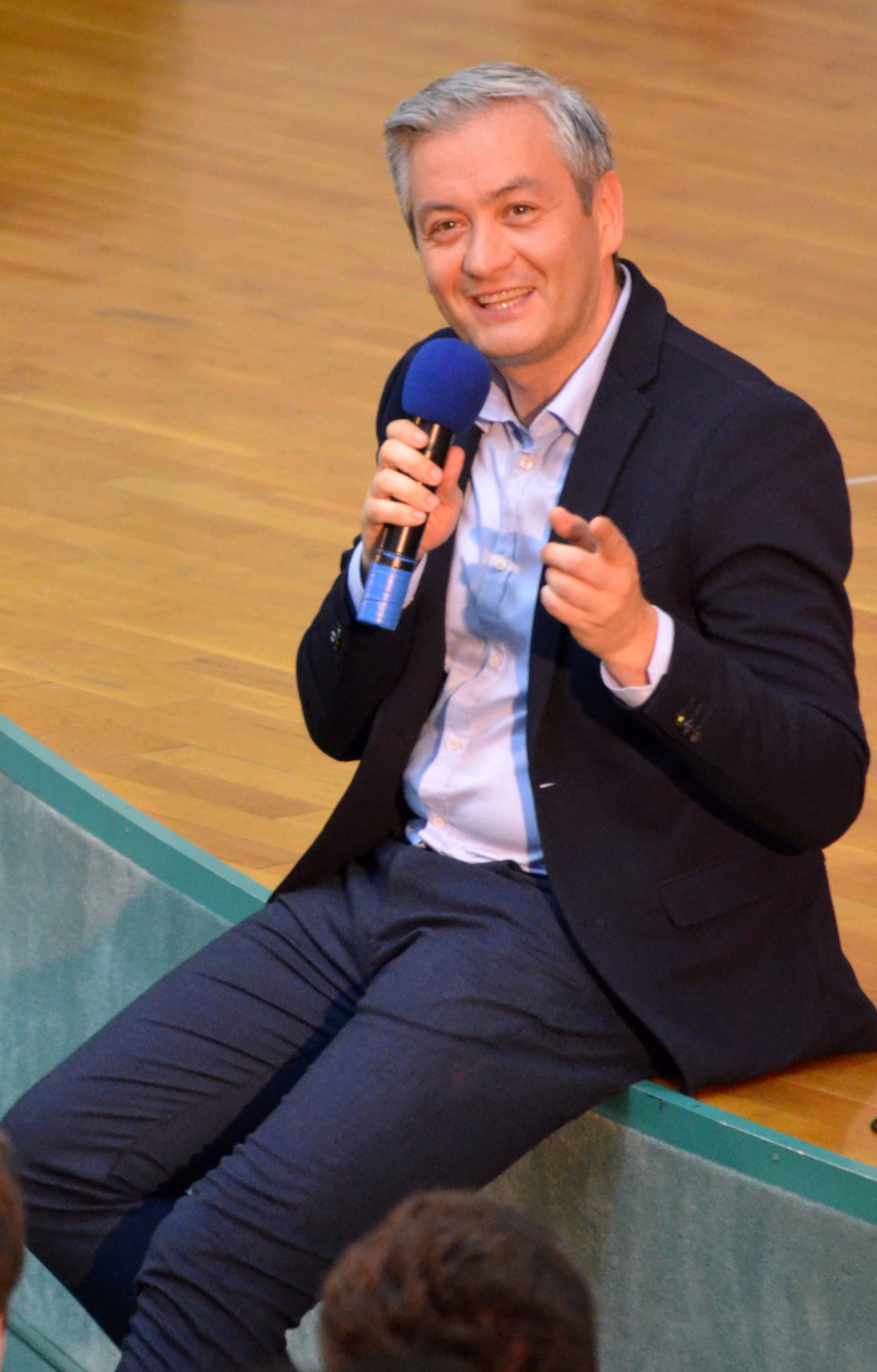
Robert Biedroń w 2018 w Bielsku-Białej

W związku ze znacznym zadłużeniem miasta, zapowiedział politykę oszczędzania. Przez 4 lata kadencji (do 2018) dług został znacząco zmniejszony. W inwestycjach zadeklarował położenie nacisku na te dotyczące mobilności mieszkańców i podnoszące komfort mieszkańcom. Nie udało się zrealizować największej zapowiadanej inwestycji związanej z budową ulicy Legionów Polskich, a także zapowiedzi obniżenia cen biletów komunikacji miejskiej, wprowadzenia programu rowerów miejskich, rozbudowania systemu ścieżek rowerowych, czy też wprowadzenia Karty Słupszczanina. Za jego kadencji dokonano natomiast rewitalizacji miasta – miały miejsce budowa bulwarów nad Słupią, przebudowa rynku starego miasta, a także przebudowa historycznych i zaniedbanych przez lata ulic. Odnowiono istniejące i stworzono nowe tereny zielone. Wymieniono też oświetlenie uliczne na oświetlenie LED. Wykonano termomodernizację budynków użyteczności publicznej. Rozpoczęto budowę m.in. nowej siedziby Teatru Nowego. Postawiono też na integrację i aktywizację mieszkańców. Zbudowano nowy dom sąsiedzki, a także przebudowano dom Ottona Freundlicha i stworzono tam centrum start-upów. W ramach wsparcia dla seniorów uruchomiono program usługi telemedycyny oraz zbudowano Centrum Współpracy Międzypokoleniowej i Streetworkingu. Chodniki przystosowano do poruszania się osobom z niepełnosprawnościami, rodzicom z dziećmi i seniorom. Wyremontowane zostały też zabytkowe kamienice, ponadto zbudowano nowe place zabaw i ogrody społeczne.
Uzyskał rozgłos, gdy jako prezydent zrezygnował z samochodu służbowego (na rzecz roweru lub komunikacji miejskiej) i odebrał urzędnikom miejskim dodatki na benzynę. Na jego wniosek rada miasta obniżyła jego pensję z ponad 12 do 10 tysięcy złotych. W kwietniu 2018 posiadał najniższą pensję wśród prezydentów miast w Polsce. Obniżył też pensje członkom zarządów spółek komunalnych oraz ograniczył liczbę członków organów tych przedsiębiorstw. Zlikwidował agencję Ziemia Słupska i Agencję Promocji Regionu, a także stanowisko rzecznika prasowego, jako organ doradczy powołał działającą społecznie Radę Prezydencką.
W ramach polityki mieszkaniowej zainicjował program inwentaryzacji lokali, dzięki któremu latach 2015–2017 wyremontowano ok. 460 mieszkań, w tym około 200 pustostanów. Jednocześnie w 2015 podpisał zarządzenie przewidujące wzrost czynszów za najem lokali komunalnych. W 2016 wprowadził także abolicję dla osób zalegających z płatnościami czynszowymi.
W czasie kadencji Roberta Biedronia bezrobocie w Słupsku zmniejszyło się z 11% do ok. 4%.
Wprowadził również bezpośredni kontakt z mieszkańcami, m.in. poprzez wprowadzenie „Czerwonej Kanapy” – kanapy wystawionej na ulice miasta, aby każdy z mieszkańców mógł porozmawiać z urzędnikami. Wprowadził również rady konsultacji z mieszkańcami: Radę Zrównoważonego Rozwoju i Zielonej Modernizacji Miasta, Radę Kobiet, oraz Radę Seniorów. Oznajmił, że w trakcie trwania swojej kadencji stworzono 220 nowych miejsc w żłobkach i przedszkolach. Przeznaczył również 500 tysięcy złotych na miejski program dofinansowania do metody in vitro. Jako prezydent Słupska postawił także na ekologiczną politykę. Zrezygnował z wody butelkowej w ratuszu i urzędach na rzecz wody z kranu. Robert Biedroń postawił również na miasto przyjazne zwierzętom. Nie wpuścił do miasta cyrku z dzikimi zwierzętami, a także zainicjował budowę nowoczesnego schroniska. Poszerzył program sterylizacji zwierząt. Prowadzi kampanie zwiększające świadomość praw zwierząt. Słupsk otrzymał również tytuł gminy przyjaznej pszczołom.
W wyborach samorządowych w 2018 nie ubiegał się o reelekcję, udzielając poparcia swojej dotychczasowej zastępczyni Krystynie Danileckiej-Wojewódzkiej. Skutecznie ubiegał się natomiast o mandat radnego z własnego komitetu, jednak zrezygnował z niego po niecałym tygodniu.

### Wiosna

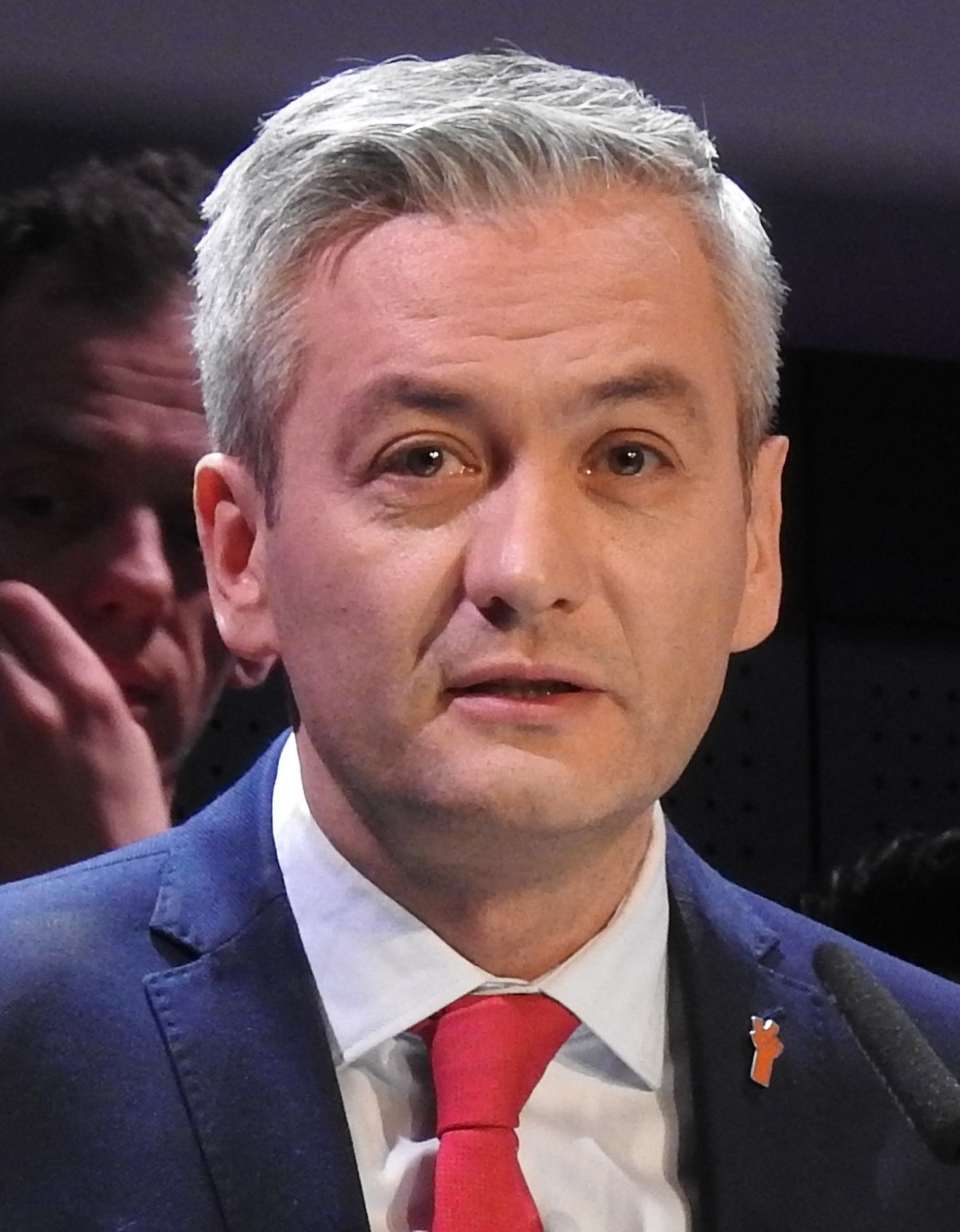
Robert Biedroń na konwencji Wiosny, 2019

W czerwcu 2018 została zarejestrowana współpracująca z nim partia Kocham Polskę. We wrześniu 2018 zainicjował cykl 40 spotkań pt. „Burza Mózgów”, w ramach których podjął dyskusje z mieszkańcami polskich miast na temat preferowanych przez nich reform politycznych. Zapowiedział, że wypracowane podczas spotkań postulaty będą stanowić element programu jego nowego projektu politycznego.
Oficjalna prezentacja partii o nazwie Wiosna nastąpiła 3 lutego 2019 w warszawskiej Hali Torwar. Wystąpił z postulatami liberalnymi, socjalnymi, ekologicznymi. Postulował m.in. ograniczenie roli Kościoła katolickiego w polityce Polski oraz większy rozdział państwa od Kościoła. Proponował także liberalizację prawa do wykonywania aborcji oraz legalizację małżeństw jednopłciowych. Obiecywał rozszerzenie programu 500+, emeryturę obywatelską, podwyższenie płacy minimalnej, więcej miejsc w żłobkach i przedszkolach, bezpłatny internet oraz skrócenie czasu oczekiwania do lekarza specjalisty do miesiąca.
W styczniu 2019 zapowiedział, że zamierza kandydować w wyborach do Parlamentu Europejskiego, ale jeśli wygra, nie przyjmie mandatu bądź się go zrzeknie. Twierdził, że jego kandydatura ma na celu jedynie zwiększyć szanse na osiągnięcie przez jego partię zadowalającego wyniku, a on sam zamierza kandydować do parlamentu w tym samym roku.
Wiosna zdobyła w wyborach do Parlamentu Europejskiego 6,15% wszystkich głosów i wprowadziła trzech posłów (uzyskała mandaty jako jedyny komitet poza PiS i KE), z których jeden otrzymał Robert Biedroń, otrzymując 96 388 głosów. Kilka dni później partia zadeklarowała samodzielny udział w wyborach do Sejmu i Senatu w tym samym roku.

### Lewica

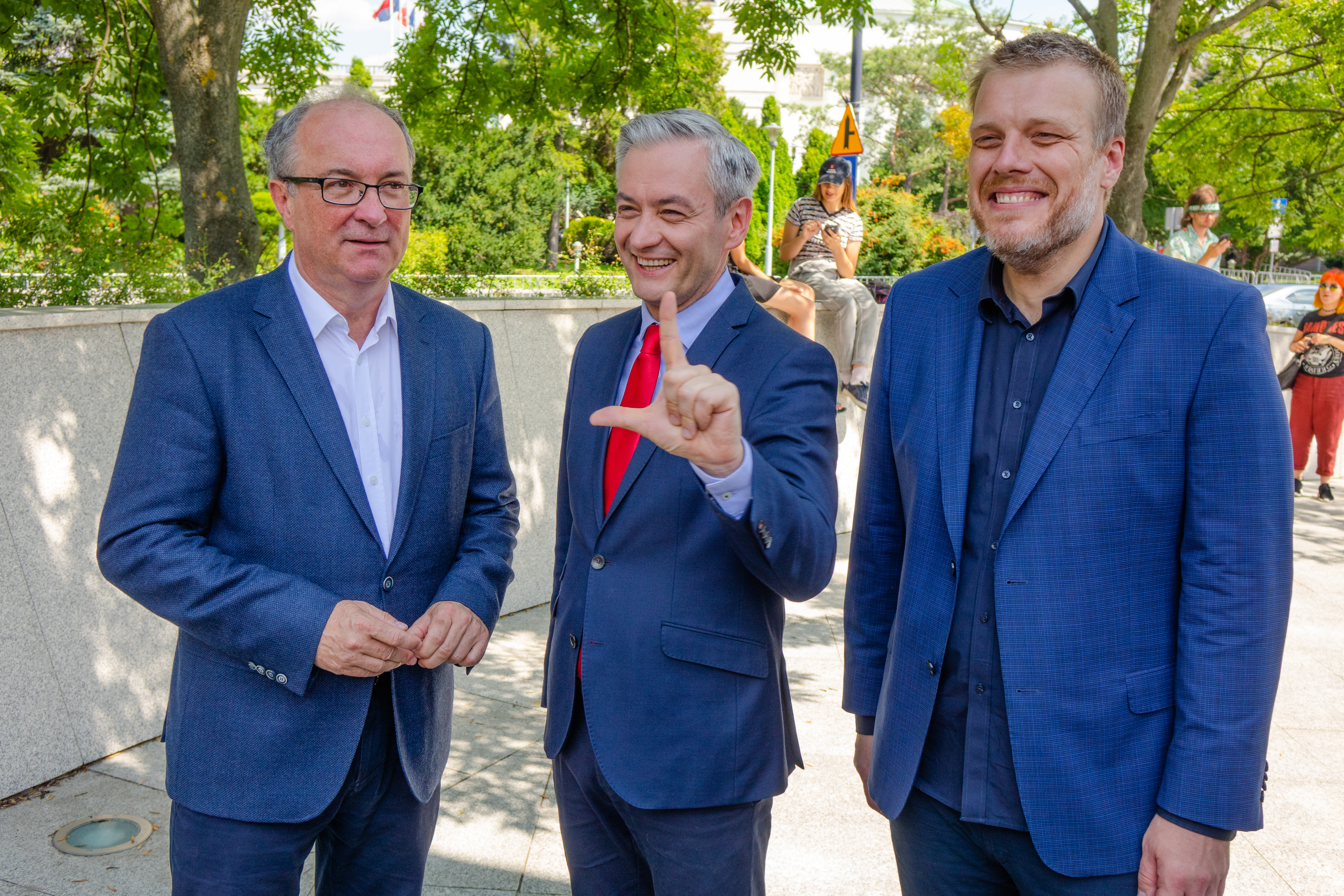
Włodzimierz Czarzasty, Robert Biedroń i Adrian Zandberg – liderzy porozumienia Lewica w 2019

#### Wybory parlamentarne w 2019
Ostatecznie przed wyborami parlamentarnymi w 2019 Wiosna zawarła porozumienie z Sojuszem Lewicy Demokratycznej i Lewicą Razem, tworząc koalicję Lewica, która wystartowała w wyborach pod nazwą SLD. Z list SLD Wiosna wprowadziła do Sejmu 19 posłów i jedną senatorkę, współtworząc Koalicyjny Klub Parlamentarny Lewicy. Zwrot partii Wiosna z udziałem Roberta Biedronia ku lewicy doprowadził do odejścia niektórych działaczy. Wiosna rozwiązała się 11 czerwca 2021, a jej działacze, w związku z łączeniem się tej partii z SLD, zgłosili akces do Nowej Lewicy.

#### Działalność w Parlamencie Europejskim

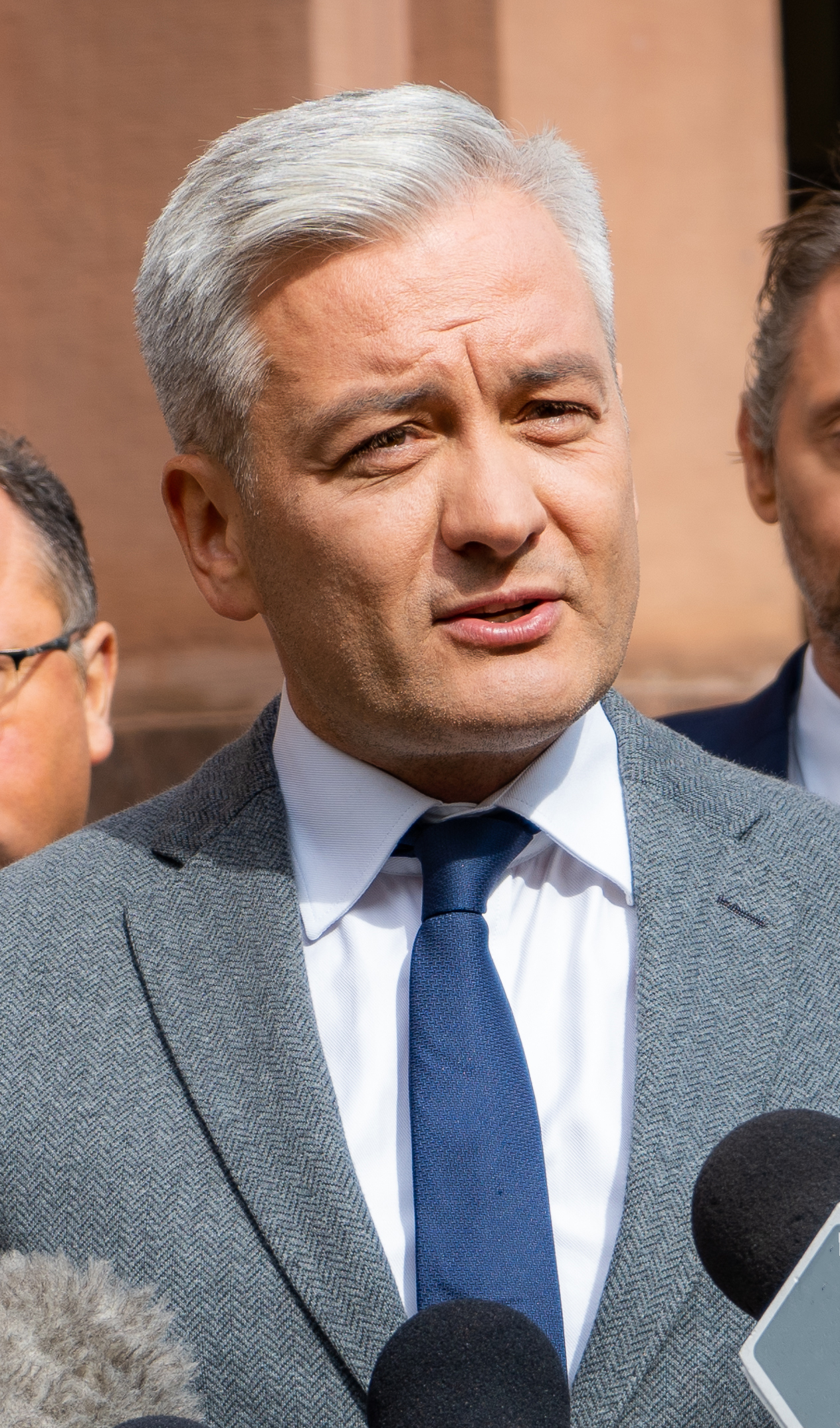
Robert Biedroń podczas sprawowania mandatu europosła w 2021

W Parlamencie Europejskim Robert Biedroń został posłem w grupie Postępowego Sojuszu Socjalistów i Demokratów. Został szefem delegacji Wiosny (do marca 2021), a następnie szefem delegacji Nowej Lewicy. Został przewodniczącym Komisji Praw Kobiet i Równouprawnienia Parlamentu Europejskiego i jako jedyny Polak w tej kadencji Parlamentu Europejskiego pełni takową funkcję. Wcześniej przewodniczył Delegacji ds. stosunków z Białorusią oraz był członkiem Komisji Budżetowej oraz Komisji Spraw Zagranicznych. Oprócz obowiązków jako przewodniczący Komisji Praw Kobiet i Równouprawnienia został członkiem Konferencji Przewodniczących Delegacji i Konferencji Przewodniczących Komisji. Został także zastępcą w Komisji Spraw Zagranicznych, Komisji Budżetowej, Komisji ds. Zatrudnienia i Spraw Socjalnych, jak i w Delegacji ds. stosunków z Kanadą.
Za swoje zasługi i osiągnięcia, Robert Biedroń został odznaczony nagrodą MEP Award w kategorii Różnorodność, integracja i wpływ społeczny „za wkład i osiągnięcia w promowaniu różnorodności i integracji w całej Europie” (2023).
27 kwietnia 2024 podczas konwencji Lewicy ogłoszono jego start w wyborach do Parlamentu Europejskiego z pozycji pierwszej w okręgu wyborczym nr 4. (Warszawa i sąsiednie powiaty). W wyborach tych otrzymał 65 869 głosów i ponownie uzyskał mandat. Zasiadł w Komisji Spraw Zagranicznych, Komisji Rozwoju oraz Podkomisji Praw Człowieka.

### Wybory prezydenckie w 2020
W styczniu 2020 jego kandydatura uzyskała poparcie Sojuszu Lewicy Demokratycznej, Lewicy Razem i Wiosny, które wspólnie wystawiły go w wyborach prezydenckich w tym samym roku. Poparcia udzieliła mu także Polska Partia Socjalistyczna. Na początku marca 2020 Państwowa Komisja Wyborcza zarejestrowała jego kandydaturę, jednak zaplanowane na maj głosowanie ostatecznie się nie odbyło. W czerwcu 2020 PKW zarejestrowała jego kandydaturę na powtórzone wybory w tymże miesiącu. W przeprowadzonej 28 czerwca 2020 pierwszej turze głosowania zajął szóste miejsce, zdobywając 432 129 głosów, co stanowiło 2,22% głosów ważnych i nie pozwoliło na kandydowanie w II turze, w której poparł Rafała Trzaskowskiego.

### Nowa Lewica

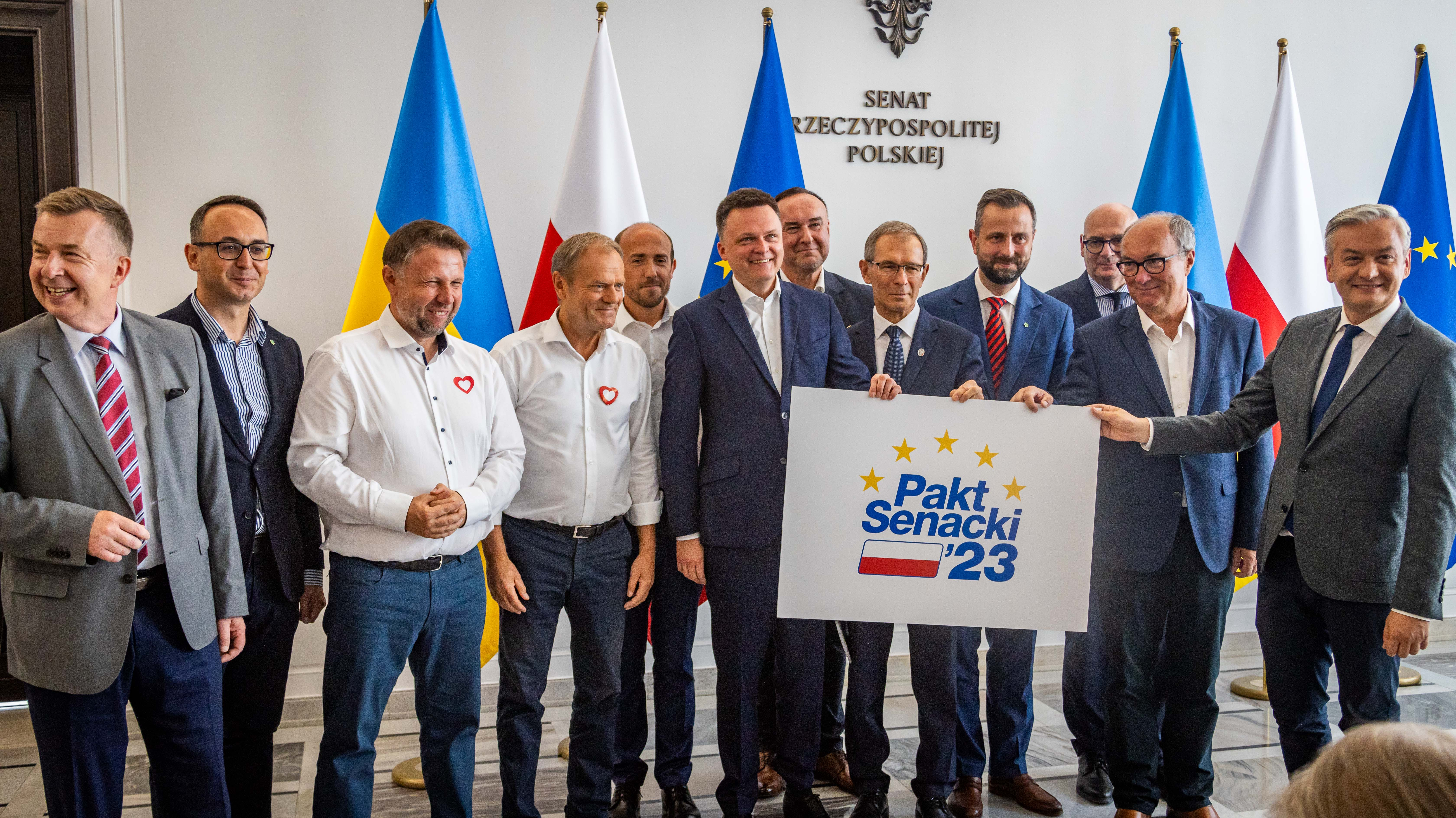
Robert Biedroń (ostatni od prawej) w trakcie ogłaszania paktu senackiego (2023)

Po rozwiązaniu Wiosny jej środowisko stało się frakcją Nowej Lewicy, w której na kongresie 9 października 2021 z ramienia frakcji Wiosna Robert Biedroń objął funkcję przewodniczącego (wraz z Włodzimierz Czarzastym z frakcji SLD).

## Poglądy polityczne

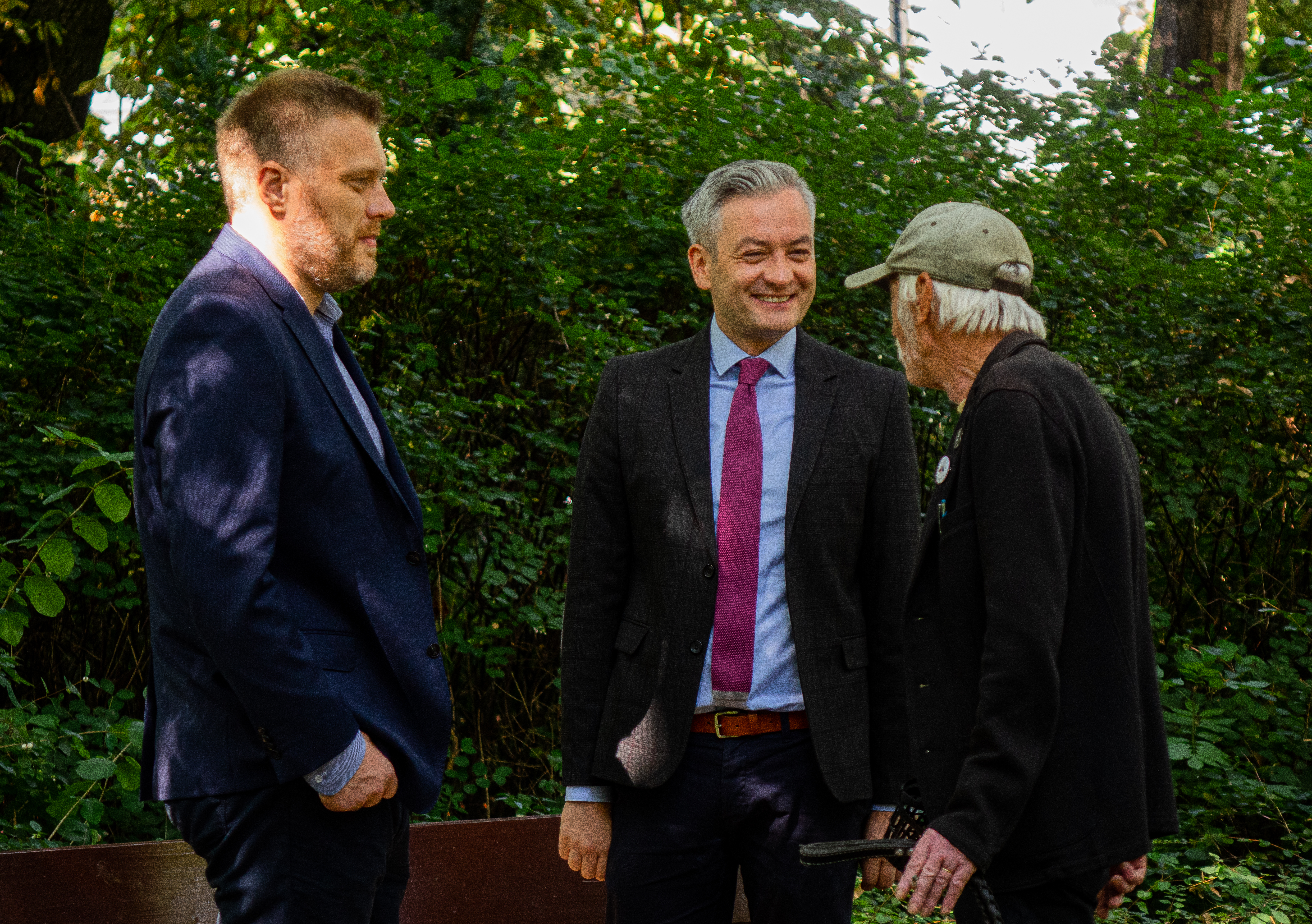
Adrian Zandberg i Robert Biedroń podczas obchodów rocznicy wybuchu powstania warszawskiego, 2019

Podawał w wątpliwość tradycyjny podział sceny politycznej na prawicę i lewicę. Popiera skandynawski model działania państwa. Krytykował model neoliberalny za zwiększanie nierówności i przyczynienie się do wybuchu kryzysu finansowego w 2008, a następnie fali poparcia dla populizmu i ugrupowań radykalnych. Zadeklarował się jako zwolennik udziału państwa w gospodarce pod warunkiem poprawy zarządzania w urzędach i spółkach skarbu państwa. Popiera konkursy na stanowiska, w przypadku organów kolegialnych z zachowaniem kwot dla płci. Zwolennik większego uczestnictwa kobiet w życiu publicznym. Popiera decentralizację i zwiększenie roli samorządu terytorialnego.
Opowiada się za rozdziałem Kościoła od państwa. Popiera solidarną i aktywną politykę migracyjną. Postuluje zwiększenie udziału odnawialnych źródeł energii w miksie energetycznym.

## Wyniki wyborcze
| Wybory | Komitet wyborczy                                          | Komitet wyborczy                                                       | Organ                                        | Okręg                    | Wynik           |
| ------ | --------------------------------------------------------- | ---------------------------------------------------------------------- | -------------------------------------------- | ------------------------ | --------------- |
| 2002   |                                                           | KKW Sojusz Lewicy Demokratycznej – Unia Pracy                          | Rada miasta stołecznego Warszawy IV kadencji | nr 3                     | 451 (0,60%)     |
| 2005   | Sojusz Lewicy Demokratycznej                              | Sejm V kadencji                                                        | nr 19                                        | 1686 (0,22%)             |                 |
| 2011   |                                                           | Ruch Palikota                                                          | Sejm VII kadencji                            | nr 26                    | 16 919 (3,99%)  |
| 2014   |                                                           | KWW Roberta Biedronia „Nareszcie Zmiana”                               | Prezydent miasta Słupska                     | Prezydent miasta Słupska | 5972 (20,34%)   |
| 2014   | 15 308 (57,08%)                                           | KWW Roberta Biedronia „Nareszcie Zmiana”                               | Prezydent miasta Słupska                     | Prezydent miasta Słupska |                 |
| 2018   | KWW Krystyny Danileckiej-Wojewódzkiej i Roberta Biedronia | Rada miasta Słupska                                                    | nr 1                                         | 2781 (25,51%)            |                 |
| 2019   |                                                           | Wiosna Roberta Biedronia                                               | Parlament Europejski IX kadencji             | nr 4                     | 96 388 (6,96%)  |
| 2020   |                                                           | KW Kandydata na Prezydenta Rzeczypospolitej Polskiej Roberta Biedronia | Prezydent RP                                 | Prezydent RP             | 432 129 (2,22%) |
| 2024   |                                                           | Lewica                                                                 | Parlament Europejski X kadencji              | nr 4                     | 65 869 (5,05%)  |

## Publikacje

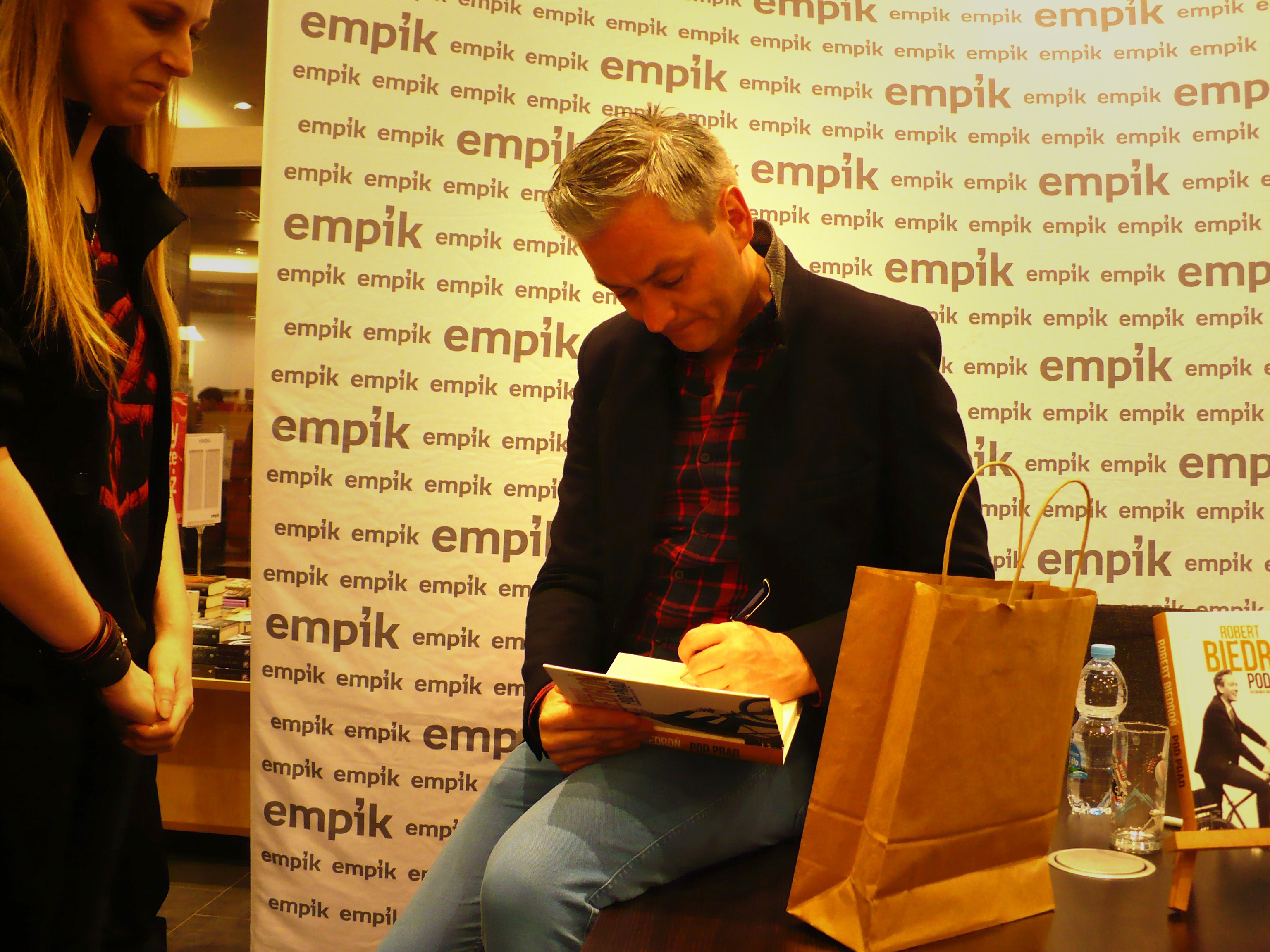
Robert Biedroń na spotkaniu autorskim w Bydgoszczy, 2017

### Książki
- Tęczowy elementarz, Wydawnictwo AdPublik, Warszawa 2007, ISBN 978-83-926199-0-1.
- Pod prąd (wywiad rzeka udzielony Magdalenie Łyczko), Edipresse Polska, Warszawa 2016.
- Włącz DEMOkrację, Społeczny Instytut Wydawniczy „Znak”, Kraków 2018.
- Nowy rozdział, Edipresse Polska, Warszawa 2018.

### Rozdziały i artykuły
- Różowe piekło nazizmu, [w:] „Pro Memoria”, nr 19, Państwowe Muzeum Auschwitz Birkenau, 2003[111].
- Nieerotyczny dotyk. O hipokryzji i homofobii kościoła katolickiego w Polsce, [w:] Homofobia po polsku!, Wydawnictwo Sic!, Warszawa 2004.
- Polityka, Edukacja, Internet, Służba zdrowia, Kościół katolicki, Sport, [w:] Sytuacja społeczna osób biseksualnych i homoseksualnych w Polsce. Raport za lata 2005 i 2006, Kampania Przeciw Homofobii, Lambda Warszawa, Warszawa 2007, s. 37–88.

### Redakcje
- Pracownia Monitoringu i Rzecznictwa Prawnoczłowieczego (red.), Kampania Przeciw Homofobii, Warszawa 2008.

### Komiks
- Od Krosna do Brukseli, komiks autobiograficzny, wraz z Nikitą Grekowiczem, 2021.

## Życie prywatne
Jest wyoutowanym gejem. W 2002 roku związał się z Krzysztofem Śmiszkiem. Zadeklarował się jako ateista i zgromadził kolekcję figurek przedstawiających Maryję z Nazaretu. Hobbystycznie zajmuje się czytaniem książek i bieganiem.
W 2000 roku został oskarżony przez swoją matkę Helenę Biedroń o znęcanie się nad nią i jego młodszym bratem. Sprawa trafiła do prokuratury i do sądu. Prokuratura skierowała do sądu akt oskarżenia przeciwko Robertowi Biedroniowi, zarzucając mu przestępstwo znęcania się oraz przestępstwo lekkiego uszkodzenia ciała. Helena Biedroń wycofała jednak oskarżenie, wskutek czego sprawa została umorzona przez prokuraturę.

## Wyróżnienia

### Odznaczenia
- Krzyż Kawalerski Narodowego Orderu Zasługi, Francja (2016)[21]

### Nagrody
- Tęczowy Laur (2000)
- Tytuł „Człowieka Tęczy” (2004)[115]
- Wyróżnienie w rankingu 10 najlepszych posłów tygodnika „Polityka” przeprowadzonego wśród polskich dziennikarzy parlamentarnych za pracowitość, kulturę i wkład w prace komisji sprawiedliwości (2014)[39]
- Nagroda Radia Tok FM im. Anny Laszuk (2015)[116]
- Nagroda Różnorodności Kongresu Kobiet (2016)[117]
- 8. miejsce w rankingu najlepszych prezydentów miast według tygodnika „Newsweek” (2016)[118]
- 13. miejsce w rankingu najlepszych prezydentów miast według tygodnika „Newsweek” (2017)[119]
- Nagroda Specjalna Korony Równości przyznana przez Kampanię Przeciw Homofobii (2021)[120]
- Alan Turing LGTBIQ+ Awards Premio Especial przyznana przez festiwal Culture Business Pride za walkę na rzecz LGBT, ich praw i widoczności (2022)[121][122][123][124]
- The Parliement MEP Award w kategorii Różnorodność, integracja i wpływ społeczny „za wkład i osiągnięcia w promowaniu różnorodności i integracji w całej Europie” (2023)[125]
- Nominacja do nagrody Tolerantia Award 2022 + 2023 przyznawanej przez koalicję organizacji, w skład której wchodzą niemiecka MANEO, polskie Lambda Warszawa oraz Kampania Przeciw Homofobii, francuska SOS Homophobie, irlandzka The Rainbow Project oraz szwajcarski Pink Cross (2024)[126]

## Odniesienia w kulturze
Robert Biedroń jest głównym bohaterem książki „Gesta Biedronis”. Stanowi ona stylizowane głównie na gestach zbiór copypast będących napisaną z lewicowej perspektywy karykaturą Biedronia i inne postaci polskiej polityki.